# DA88
DA88 era el número de modelo que la empresa Tascam dio a su primer multipista modular para la grabación audio digital. El modelo transcendió y se estandarizó como formato.
El DA88 era un MDM que usaba cintas Hi8 convencionales. Podía grabar hasta 4 pistas con una resolución de 16 bits, utilizando, para ello, una frecuencia de muestreo de 44’1 kHz o de 48 kHz. 
La respuesta en frecuencia del DA-88 va de los 20 a 20.000 Hz. El rango dinámico está en los 92 dB.
Existen 4 duraciones de cinta: 3, 25, 56 y 75 minutos. Además las hay de dos tipos: MP (partículas de metal) y ME (evaporación de metal). Tascam y las empresas que después fabricaron equipos para DA88 recomendaban las primeras (MP) porque eran de mayor calidad.
Existe otro formato muy similar al DA88, el DTRS también de Tascam. Se diferencian en que el DTRS permite mayor número de pistas (hasta 8) y mayor resolución, además de los 16 bits, también 24.